# アンノアトック
アンノアトックまたはアノリトックは、グリーンランドのスミス海峡の、エタから北に約24 km (15 mi)の地点、北緯78度33分 西経72度30分 / 北緯78.550度 西経72.500度にあった小さな狩猟基地で、現在は放棄されている。

## 歴史
アンノアトックは、フレデリック・クックが1908年から1909年に、北極点に到達したと主張した北極探検をしたときに、基地として用いた。アンノアトックは「風が愛する場所」という意味である。1997年に出版された書籍には、アンノアトックは最北の人間の居住地だと記載されていたが、現在はより北にあるイングルフィールド・ランド(en)の中央部にあるイヌアルフィッサークのエリック・ホールトヴテッド(北緯78.9度)で居住地の遺跡が発掘されている。2004年から2005年にかけての発掘では、イングルフィールド・ランド東部のカカイトサット(北緯79.2度)に古代の居住地があったことが証明された。